# Jean Cotelle l'Aîné
Pour les articles homonymes, voir Cotelle.
Ne doit pas être confondu avec Jean Cotelle le Jeune, décédé en 1708
Jean Cotelle l'Aîné (1607-1676), dit Jean I Cotelle, est un architecte, graveur et peintre français du XVIIe siècle. Il est le père de Jean II Cotelle, également peintre.

## Biographie
Fils de Richard Cotelle, maître maçon, dont la famille exerçait déjà la même profession dans cette ville cent ans auparavant, et de Jeanne Foullé, il fut baptisé à Meaux, paroisse Saint-Rémy, le 20 décembre 1607.

### Jeunesse
On le plaça à Paris chez Laurent Guyot, qui était chargé avec Guillaume Dumée, son beau-frère, de préparer des modèles pour les tapisseries de haute lice ; il passa ensuite sous la direction de Simon Vouet, puis fut attaché pour le compte du Roi, tantôt aux Gobelins, tantôt à la décoration des châteaux des Tuileries et de Fontainebleau.
Des modèles de tapisseries auxquels coopéra Jean I Cotelle pendant son séjour chez Laurent Guyot, on ne connaît guère que l'Astrée et l'Histoire de Constantin, mentionnées par Félibien. Le paysage avec figures allégoriques et surtout les dessins d'arabesques l'attiraient de préférence ; il ne tarda pas à s'y consacrer à peu près exclusivement.
Dès 1633, on le trouve travaillant à son compte dans la capitale, et déjà veuf à vingt-six ans. Il épouse le 25 avril de cette année Marguerite Jean, veuve d'un fontainier nommé Pierre Forestier, à laquelle il s'était fiancé le 12 mars précédent en l'église de Saint-Jean en Grève.
Le jeune peintre, ayant perdu son père à Meaux, recueillit sa sœur Catherine et la maria à un confrère, Jacques Gervais, qui n'a pas laissé trace de ses travaux.

### Le recueil d'ornements de Cotelle
Quant à lui, pratique et intelligent, très entendu pour l'ornementation des plafonds, selon l'expression de Félibien, il a produit dans ce genre une suite de dessins que Jean Boulagner et François de Poilly ont gravés, et que le dessinateur réunit en un recueil de vingt-deux planches in-8 oblong, sous ce titre : "Livre de divers ornements pour plafonds, cintres surbaissés, galleries et autres, de l'invention de Jean Cotelle, peintre ordinaire du Roy. Se vend chez l'autheur, rue Saint-Antoine".  
Outre ce recueil, on a de lui des planches détachées, entre autres des Trophées d'armes, gravés par Daniel Hopfer. Cotelle a lui-même exécuté quelques petites eaux-fortes : Robert Dumesnil cite sept vignettes destinées à un livre de prières et d'une pointe assez semblable à celle de Jean Le Pautre à son début ; l'une de ces vignettes (la Vierge et l'Enfant Jésus) porte un monogramme composé des lettres J C entrelacés que Huber et Rost ont attribué à tort à Jean Couvay. 

### Le décor de l'hôtel de Rohan-Guémenée
Aussitôt après son second mariage, le peintre meldois avait été chargé de la décoration de l'hôtel de Rohan, à Paris, et il s'y distingua. C'est dans la suite que le contrôleur des bâtiments du Roi l'employa directement au château des Tuileries ; la protection d'Anne de Rohan, princesse de Guémenée, avait certainement contribué à lui ouvrir cette voie. Aussi est-ce à cette princesse qu'il a dédié son Livre de divers ornements, non daté, mais qui dut paraître vers 1640. 
Anne de Rohan, mariée dix ans auparavant à son cousin Louis, duc de Montbazon, prince de Guéménée, grand veneur et pair de France, a été pendant plus d'un demi-siècle baronne de Coupvray, terre importante de la Brie ; il est permis de penser que la possession de cette baronnie, située à trois lieues de Meaux, ne fut pas étrangère à l'intérêt que Mme de Rohan portait au peintre Briard et qui devait s'étendre à Cotelle fils.  
Jean Cotelle prend le titre de peintre du Roi, notamment dans l'acte de baptême du fils de son confrère Antoine Driard, dont il est parrain à l'église Saint-Sulpice le 7 février 1649. Il demeurait sur la place Baudoyer quand les maîtres peintres se réunirent aux académiciens. L'historiographe Testelin parle dédaigneusement de "la cohue des maîtres" introduits à l'Académie royale, où il ne tardèrent pas à former une cabale assez puissante pour imposer l'adoption de sujets médiocres. Cotelle avait devancé cette cohue des maîtres peintres : on le voit figurer parmi les premiers adhérents aux statuts, admis dans le corps privilégié ; son adhésion date du 6 août 1651. 

### Les décors du Louvre et des Tuileries
À cette époque, son nom se trouve (orthographié Jean Cotel) sur les états de la maison du Roi ; il travaille au Louvre et aux Tuileries.

### Le décor du pavillon des reines à Fontainebleau
Quelques années plus tard, le peintre est envoyé au château de Fontainebleau pour décorer le pavillon des reines mères, où, d'après d'Argenville et l'abbé Guilbert, il a représenté en relief sur bois doré Jupiter et Mercure, Junon, Diane et Saturne, tout en semant au plafond d'une chambre à coucher quantité de légers dessins et de peintures "moresques et arabesques". À la suite est un grand cabinet dont le plafond orné de camaïeux rehaussés d'or offre au centre les emblèmes de la régence d'Anne d'Autriche, et dans les angles des sujets de la Fable : Bellone et la Vengeance, Vénus sur son char, suivie par les Plaisirs, Junon revenant de la caverne d'Éole, des naïades, des tritons, des chevaux marins. Étienne Jamin, qui écrivait sur Fontainebleau, décrit cette ancienne chambre à coucher des reines mères.  
En 1660, après son séjour à Fontainebleau, Cotelle le père rentre à Paris. Le 29 août, il assiste comme témoin au mariage de son cousin Jean Le Moyne, de Joinville, peintre du Roi, qui épouse à l'église Saint-Merry une fillette de quatorze ans, Élisabeth Rousselet.  

### Les décors du château du Plessis-Belleville

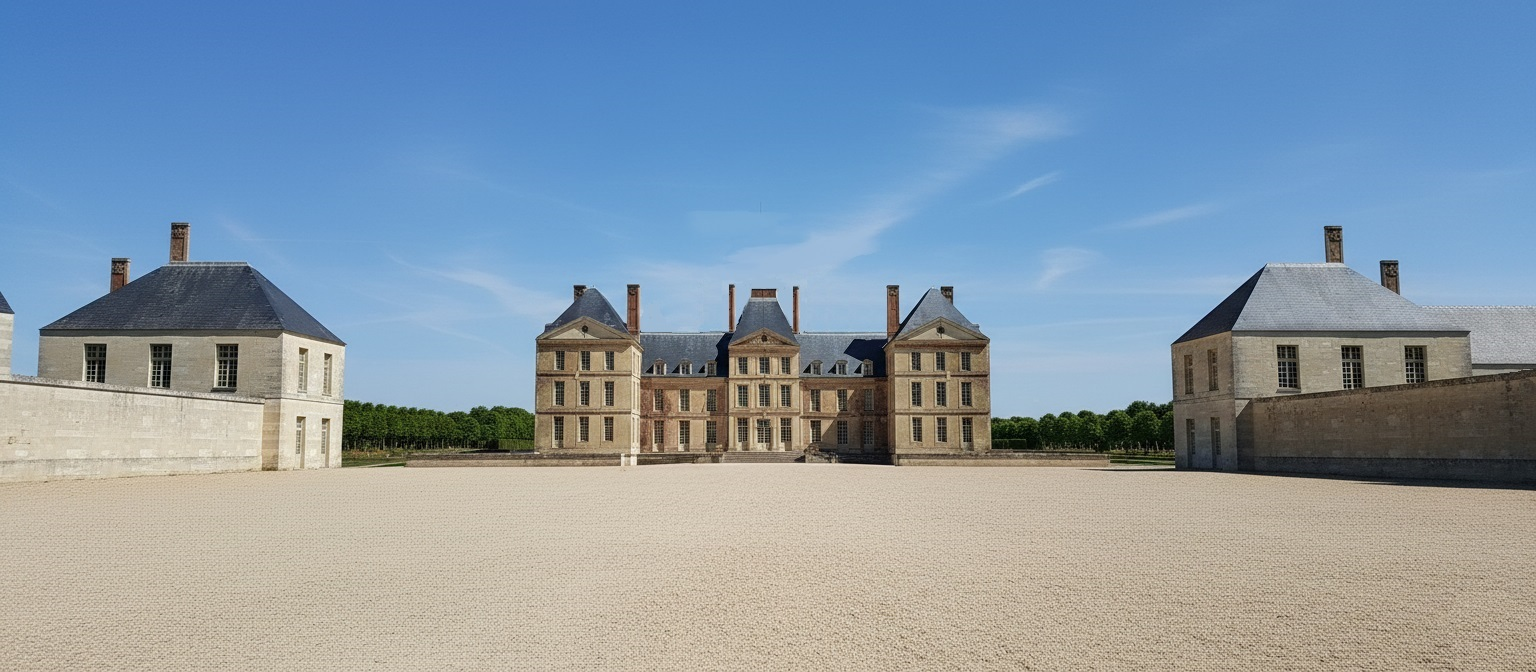
Schéma modélisant les bâtiments du château du Plessis-Belleville, XVIIIe siècle

Plus tard, un autre confrère dont Cotelle avait fait son gendre, Nicolas Loir, ayant été chargé par M. de Guénégaud de continuer la décoration intérieur du château du Plessis-Belleville (qu'on appelait alors le Plessis-Guénégaud), Cotelle devint son associé pour la circonstance, et ceux pendant plusieurs années, le temps de mener à bien d'importants décors et peintures, qui ont disparu avec la démolition du château.

### Mort et descendance
Jean Cotelle mourut en 1676, venant tout juste d'achever le décor du château du Plessis-Belleville. Grâce aux recherches de Jal, on connaît six enfants de Cotelle :    
- Madeleine, née à Paris, baptisée à Saint-Jean en grève le 4 février 1634 ;
- Marguerite, baptisée au même endroit le 21 juillet 1635, mariée au peintre Nicolas Loir ;
- Anne, baptisée le 12 mai 1637, sur la paroisse Saint-Gervais ;
- Catherine, baptisée au même endroit le 2 septembre 1640, qu'on trouve en 1683 mariée à Nicolas Granger, brigadier des gendarmes d'Anjou ;
- Jean II Cotelle, né en mai 1642 à Paris, paroisse Saint-Gervais, peintre comme son père, et le plus célèbre de la fratrie. Il était déjà membre de l'Académie de peinture à la mort de son père ; il est principalement connu pour ses tableaux décorant la galerie du Grand Trianon à Versailles.
- Jeanne, baptisée le 28 décembre 1648 au même lieu, épouse du peintre François de Troy, élève de Loir et de Claude Lefebvre.

Son inventaire après décès indique qu'il laissa une fortune assez importante.          

## Œuvre
Les peintures et dessins de Jean I Cotelle sont encore difficiles à discerner. 
L'établissement d'un corpus fiable n'est toujours pas engagé. 